# جريمة الإيموبيليا (فلم)
جريمة الإيموبيليا تشويق وإثارة مصري من إنتاج سنة 2019. الفيلم من إخراج خالد الحجر، وتأليف خالد الحجر، وإنتاج خالد يوسف، ومن بطولة طارق عبد العزيز، وهاني عادل، وناهد السباعي، وعزة الحسيني، وأحمد عبد الله محمود.

## ملخص القصة
- (كامل حلمي) كاتب مشهور يعيش في بناية (الإيموبيليا) الشهيرة، بعد وفاة زوجته يعاني من الوحدة. وفي يومٍ ما يدعو إلى منزله فتاة تدعى (سماح) كانا قد تصادقا على الفيس بوك، في محاولة لتخفيف عزلته، ولكن بعدعد وصولها، تحدث حادثة ما ويكتشف هو وجاره وصديقه المقرب (حبيب) أنها تستغله.

## طاقم التمثيل
- طارق عبد العزيز
- هاني عادل
- ناهد السباعي
- عزة الحسيني
- أحمد عبد الله محمود
- دعاء طعيمة
- ماهر سليم
- يوسف إسماعيل
- ياسمين الهواري
- عمر عسران
- محمود عزت
- منحة زيتون
- أحمد كمال

## الإنتاج
- كتب خالد الحجر قصة وسيناريو الفيلم، وكان الفيلم من إخراج خالد الحجر. المنتج خالد يوسف..